# Tratado de Cássio
Tratado de Cássio ou Tratado Cassiano (em latim: Foedus Cassianum) foi, segundo a tradição romana, um tratado que formou uma aliança entre a República Romana e a Liga Latina em 493 a.C. após a batalha do Lago Regilo. Este tratado terminou a guerra entre a Liga Latina e Roma, colocando Roma numa posição de poder igual ao de todos os outros membros da liga combinados.

## Antecedentes
No seu primeiro tratado com Cartago, os Romanos enumeraram a campina circundante à cidade como parte do seu território, declaração que a Liga Latina impugnou denunciando que tal território na realidade pertencia a todos os membros da liga. Desencadeou-se uma guerra que teve como resultado uma vitória para os romanos na Batalha do Lago Regilo e a derrota condicional da confederação pouco depois.
O tratado (foedus) assinado por Roma selou a capitulação. O mesmo foi concluído em 493 a.C. entre Roma e trinta cidades latinas como dois poderes independentes. O tratado tomou o apelido "Cassiano" (Cassianum) em referência a Espúrio Cássio, o cônsul da República Romana ao momento da assinatura do tratado e que se supõe teria negociado os termos do acordo.

## Termos do tratado
O tratado dispunha de vários termos: não somente estipulava que haveria paz entre as duas partes, mas mandava que os exércitos romano e latino se unissem para prover defesa mútua às tribos itálicas. Outro termo era que a Liga Latina e Roma repartir-se-iam todos as pilhagens tomadas durante a guerra.
Assim mesmo, as duas partes acordavam estabelecer colônias conjuntas em território capturado para que ambas prosperassem.
Finalmente, estabelecia uma comunidade de direitos privados entre os cidadãos de Roma e os de qualquer cidade latina. O tratado, do qual sobreviveu uma cópia de bronze no Fórum Romano até a época de Marco Túlio Cícero, foi um marco na história temporã de Roma. Não sobreviveu o original, mas Dionísio de Halicarnasso deu uma versão.

## Efeitos
O tratado fortaleceu Roma, pois essencialmente acrescentou o poder militar dos Latinos ao exército da ainda débil República Romana. Esta conjuntura permitiu Roma expandir-se, conquistando a maior parte da península Itálica.
O tratado foi renovado em 358 a.C.; porém, Roma descumpriu o tratado pouco depois e começaram outra guerra latina. Finalmente, Roma derrotou os membros da Liga e o Foedus Cassianum seguiu invalidado.